# Delegatus non potest delegare
Il brocardo "delegatus non potest delegare" ("il delegato non può delegare"), citato anche nella forma "delegata potestas non potest delegari" ("non si può delegare il potere delegato") o come "delegatio delegationis fieri non potest" ("non è ammessa una delega di delega"), esprime un principio ancora vigente del diritto pubblico e privato degli ordinamenti attuali, secondo il quale il soggetto che ha ricevuto da un altro un potere non lo può, a sua volta, trasmettere ad un terzo, a meno che non sia stato autorizzato in tal senso, almeno implicitamente, da chi glielo ha conferito.
Il brocardo si riferisce alla delega in senso lato, sicché il principio è applicabile tanto alla rappresentanza, quanto alla delega in senso stretto. Peraltro, anche laddove lo adotti, l'ordinamento può derogarvi, almeno in certi settori, per contemperarlo con altri principi che ritiene prevalenti.
Per quel che riguarda l'ordinamento italiano, il principio si ritiene trovi applicazione nel diritto pubblico, pur non mancando deroghe, mentre nel diritto privato la dottrina è divisa tra chi ritiene che, nel silenzio della fonte costitutiva della rappresentanza (procura o altro), il rappresentante possa comunque trasferire i suoi poteri ad un subrappresentante e chi, invece, esclude tale possibilità, peraltro invocando, a sostegno della tesi, non tanto il principio in argomento, quanto il fatto che la rappresentanza è attribuita intuitu personae.